# Уильямс, Джо (политик)
Джозеф Уильямс (англ. Joseph "Joe" Williams, 4 октября 1934, Аитутаки — 4 сентября 2020) — премьер-министр Островов Кука. 

## Биография
Получив медицинское образование, Джо Уильямс долгое время проживал в городе Окленд в Новой Зеландии. Впоследствии он попал в парламент Островов Кука в качестве «заморского депутата», представлявшего интересы маори Островов Кука, проживавших за границей (преимущественно в Новой Зеландии). Являясь членом Партии Островов Кука, Джо Уильямс находился в недобрых отношениях с партийным лидером Джеффри Генри. В июле 1999 года Уильямс был избран премьер-министром Островов Кука, что вызвало широкое недовольство в политических кругах, так как премьер проводил большую часть своего времени за границей. После распада парламентской коалиции Партии Островов Кука и Партии нового альянса Партия Островов Кука потеряла парламентское большинство. В результате Джо Уильямсу пришлось уйти в отставку, а его место занял новый премьер-министр — Терепаи Маоате.
Уильямс принимал участие в парламентских выборах 2005 года, однако пройти в парламент ему не удалось.
13 августа 2020 года был госпитализирован в Окленде в связи положительным тестом на коронавирус. Скончался 4 сентября 2020 года от последствий вирусной инфекции в возрасте 85 лет.